# Kurt Dahlke

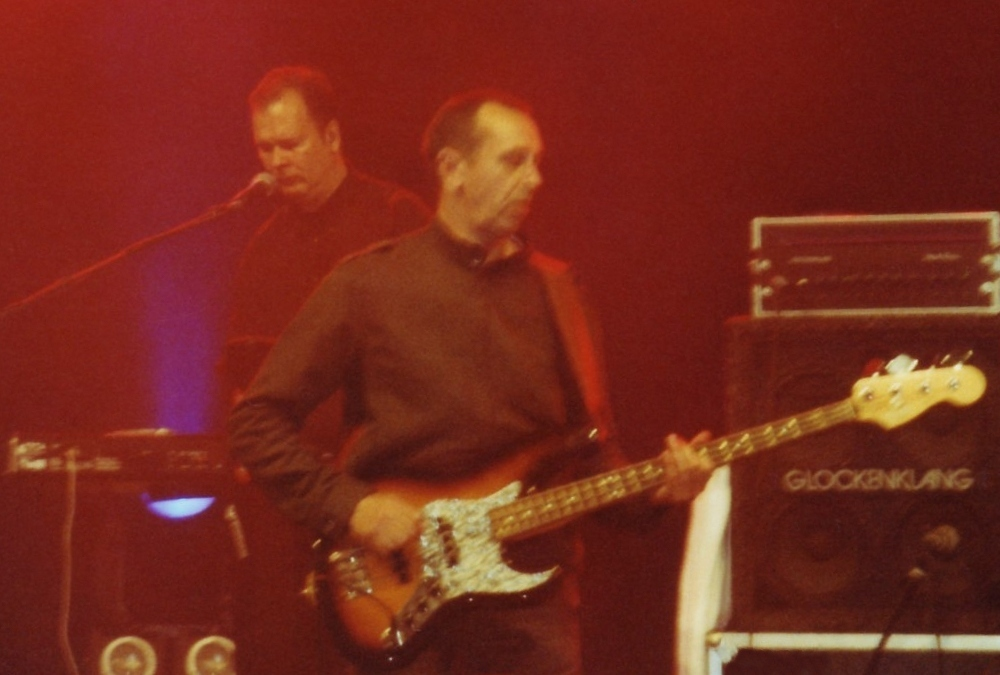
Pyrolator (links) und Michael Kemner 2006 in Hagen.

Kurt Dahlke (* 29. April 1958) ist ein deutscher Musiker aus Düsseldorf und auch unter dem Pseudonym Pyrolator bekannt.

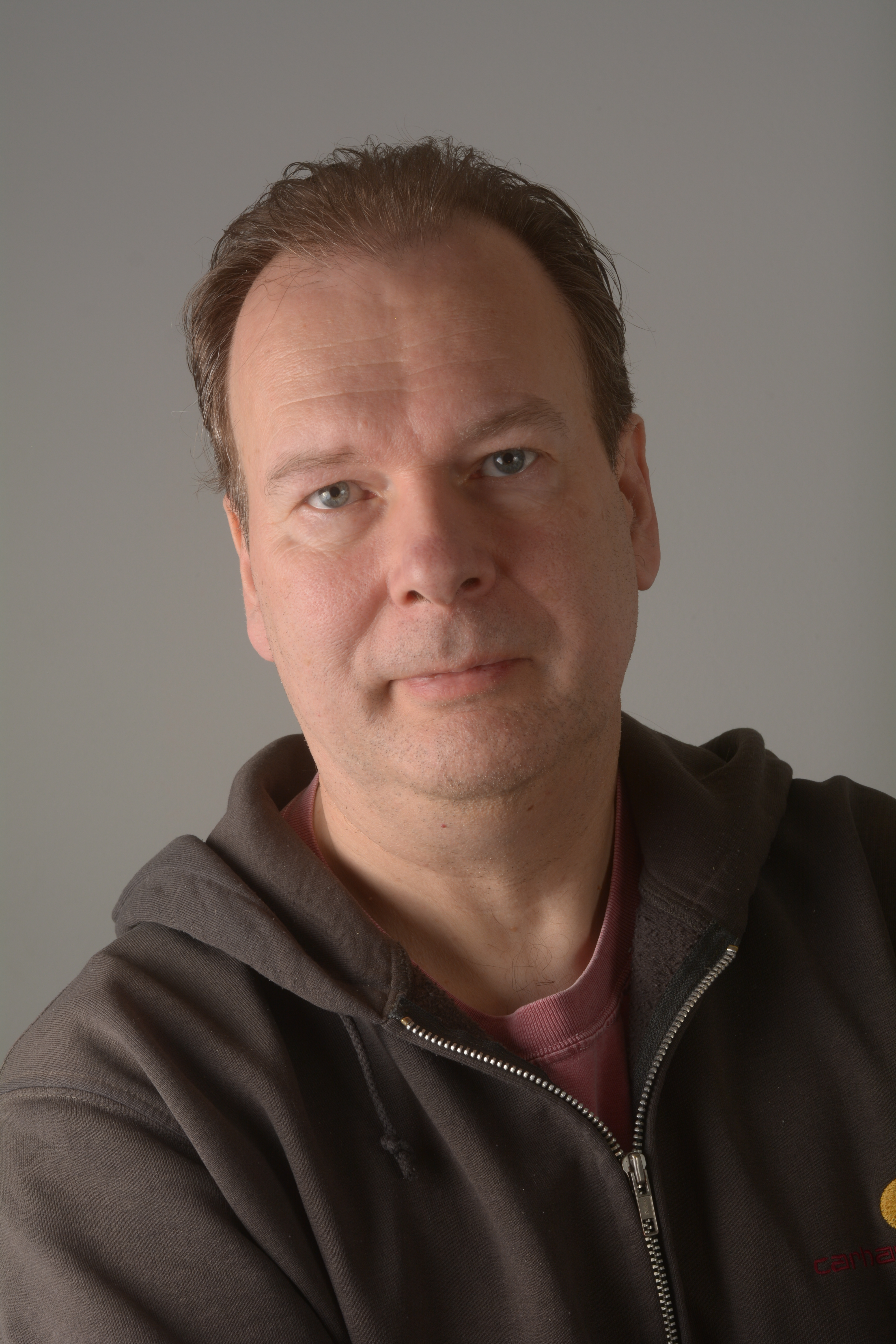
Kurt Dahlke (2016)

## Werk
Er ist Mitbegründer des Musiklabels und Musikverlages Ata Tak (mehr als 150 Veröffentlichungen seit 1979), Mitglied der Musikperformancegruppen „Der Plan“ (bis 1992), „Fehlfarben“, „Bombay 1“, außerdem war er Gründungsmitglied von D.A.F. und spielte auf deren Debüt „Ein Produkt der Deutsch-Amerikanischen Freundschaft“ von 1979 mit. Er produzierte mehr als 250 Schallplatten und CDs und war dabei auf über 150 Veröffentlichungen als Komponist, Musiker und Softwareentwickler tätig. Seine Hauptinstrumente sind die vom Synthesizerpionier Donald Buchla gebauten MIDI-Controller „Thunder“ und „Lightning II“, bei denen die Steuerung der Musik durch die Bewegung oder den Druck der Hände geschieht.
Produktionen, Konzerte und Installationen seit 1980 in Korea, Japan, USA, Argentinien, West- & Nordafrika, Mittel- und Osteuropa.

## Veröffentlichungen (Auszug)
- Solo unter dem Namen Pyrolator:
  - Inland (D, LP 1979, reissue 2001)
  - Ausland (D, LP 1981)
  - Wunderland (D + Japan, LP/CD 1984, reissue 1992)
  - Traumland (D + Japan, LP/CD 1987)
  - Neuland (CD 2011)
  - Niemandsland (CD 2022)

- Mit A Certain Frank:
  - no end of no (BRD + Japan, CD 1996)
  - Nobody ? No! (BRD, CD 1998)
  - remixed by... (BRD, 12" 1999)
  - Nothing (CD 12" 2001)
  - Wildlife Live (CD 2006)

- Mit Fehlfarben:
  - Monarchie und Alltag (BRD, CD 1980)
  - Knietief im Dispo (BRD, CD 2002)
  - Club der schönen Mütter (BRD, Single-CD 2002)
  - Alkoholen (Single-CD 2003)
  - 26½ (CD 2006)
  - Handbuch für die Welt (CD 2007)
  - Hier und jetzt (Live, CD 2009)
  - Glücksmaschinen (CD 2010)
  - Xenophonie (CD 2012)
  - Über...Menschen (CD 2015)

- Mit Bombay 1:
  - The Identity Thing (BRD, CD 2001)
  - Q (BRD, Maxi-CD & 12" 2001)
  - Me Like You (BRD + GB, CD 2002)
  - Strobl (BRD + GB, CD 2005)

- Mit Der Plan:
  - Geri Reig (BRD, 1980, reissue 1999)
  - Normalette Surprise (BRD + USA, LP 1981)
  - Die letzte Rache (BRD, LP 1983, reissue 2000)
  - Japlan (Japan, LP 1985)
  - Fette Jahre (BRD, LP 1986)
  - Es ist eine fremde und seltsame Welt (BRD, LP 1987)
  - Perlen (BRD + Japan, CD 1988)
  - Die Peitsche des Lebens (BRD + Japan, LP/CD 1989)
  - Live At The Tiki Ballroom... (BRD + Japan, 1993)

- Andere:
  - D.A.F. „Ein Produkt der Deutsch-Amerikanischen Freundschaft“ (BRD, LP 1979)
  - Klosowski/Pyrolator „Hometaping Is Killing Music“ (BRD, LP 1984, reissue 2000)
  - Trashmuseum „I’d Rather Die Young...“ (BRD, LP 1985)
  - Pyrolator/Sharrock/Samba „Every 2nd“ (BRD, CD 1989), mit Michael Jüllich (telaraña)
  - Air-Weaving (BRD, CD 1995)
  - telaraña „Frühlingserwachen“ (BRD, CD 1996)
  - telaraña „Soulbird“ (BRD, CD 1996)
  - telaraña „der Gesang der Geist über den Wassern“ (BRD, CD 1996)
  - beta foly (BRD, CD 1997) (mit Lukas Ligeti und traditionellen Perkussionisten aus Westafrika)
  - Pascal Plantinga (Live-CD 2006)
  - burkina electric (BK, CD 2006) (mit Lukas Ligeti)
  - a tribute to anthony braxton (BRD, LPO 2016), mit Conrad Schnitzler/Wolfgang Seidel/Kommissar Hjuler & Mama Baer u. a.
  - Dahlke Väterlein "Supra" (2023)
  - Dahlke Väterlein "Pangäa" (2024)

- als Produzent:
  - 08/15 „1000 gelbe Tennisbälle/Halbe Sache“ (BRD, 7" 1980)